# Beatcollective
Beatcollective ist eine oberösterreichische Band, deren Markenzeichen das dreistimmige Fronttrio ist und die ihren Musikstil als „Vocal Fashion Rock“ bezeichnet.

## Geschichte
Kennengelernt haben sich die sieben Musiker aus Oberösterreich durch ihr gemeinsames Musikstudium an mehreren Musikuniversitäten Österreichs. 2008 hat der Keyboarder Roman Steinkogler  ihr poppiges Debütalbum „To Be Or Not To Be“ mit 10 eigenen Songs und einer Akustik-Coverversion von „True Colors“ als Bonustrack produziert (xtension productions, Bad Mitterndorf).
Während To Be or Not to Be noch nicht die große Aufmerksamkeit brachte, hatten sie mit der im Herbst 2009 veröffentlichten Single Three Wishes einen Hit in den österreichischen Charts. Ende des Jahres 2011 hat „Projekt pop!“, eine Initiative der AKM, diesen Song von Beatcollective auf dem jährlich erscheinenden pop!-sampler für österreichische Newcomer veröffentlicht und auf der Musikfachmesse Midem/Cannes vorgestellt.
2011 tourte die Band durch österreichische Clubs, gewann den „Magic Life Rock The Island Talent Contest“ und spielte in weiterer Folge auf der Radio Wien & Hitradio Ö3 Bühne am Wiener Donauinselfest. Im gleichen Jahr war Beatcollective Pre-Headliner beim HafenOpenAir Wien, einem Festival für österreichische Popmusik. Außerdem arbeitet Beatcollective seit dem Bühnencomeback 2011 auch eng mit dem österreichischen Modelabel „Thomas Lackner Design“ zusammen, der für das Styling & Artwork der Band verantwortlich zeichnet. 
Seit Anfang des Jahres 2012 ist der Bassist Otto-Andreas Bruckner bei Beatcollective, da sein Vorgänger, Michael Wittner, die Band aufgrund seines intensiven Engagements bei Parov Stelar & Band verließ. In der neuen Besetzung traten die sieben Oberösterreicher in Kroatien beim Rock am Meer Festival (Malinska / Krk), auf der Hauptbühne des Stadtfest Graz oder als Vorgruppe von Rainhard Fendrich auf. Außerdem ist das Gesangstrio als Showact der „Friends on the road“-Kampagne in ganz Österreich auf Tour unterwegs.

## Diskografie
Alben
- 2008: To Be or Not to Be

Singles
- 2009: This Love (Is Anything But Love to Me)
- 2009: Three Wishes

## Rezeption (Presse-Auswahl)
- Baumgartner-Brüder kehren nach Konzertpause auf Bühne zurück (OÖN)
- Gallspacherin singt beim Donauinselfest auf der Hauptbühne (Tips)
- Oberösterreichische Newcomerband BEATCOLLECTIVE begeistert am Donauinselfest
- Gestatten, jung und wild (Memento vom 24. August 2011 im Internet Archive) (Heute)
- Stars & Sterne am Alberner Hafen Open Air
- Vielfältiges Festival am Hafen (NÖN)